# Miguel Ángel Colombatti
Miguel Ángel Colombatti (Morón, Provincia de Buenos Aires, Argentina, 18 de enero de 1956) es un exfutbolista y entrenador argentino, jugaba de volante ofensivo, sus únicos clubes fueron Deportivo Morón y Racing Club.
Ganó un torneo de tercera división profesional (Primera C) con Deportivo Morón y obtuvo un ascenso a Primera División y un torneo internacional (Supercopa Sudamericana con Racing Club).

## Biografía
Talentoso volante ofensivo que vistió la camiseta de Deportivo Morón durante nueve temporadas desde 1976, hasta que pasó a jugar en la máxima categoría para Racing Club. Nació el 18 de enero de 1956, e hizo inferiores en River Plate, hasta que en 1974 se decidió a jugar en el equipo por el cual simpatizaba, el equipo del barrio, donde tenía a sus amigos, Deportivo Morón. 
Tan sólo dos años después debutó en la primera del Club Deportivo Morón, el 27 de julio de 1976, en el empate ante Defensores de Belgrano en un tanto.
Su primera conquista en el arco debió esperar otro año, para concretarse el 8 de octubre de 1977 en la victoria frente a Flandria por 4 a 3.
En Deportivo Morón jugó 223 partidos y convirtió 32 goles.
En 1980 logró el campeonato y el ascenso a la Primera B, alcanzando un nivel que lo llevó a considerar uno de los mejores jugadores de la historia del club. Su extraordinario paso en esa categoría lo llevó a integrar una Selección Nacional “B” que ganó la Copa Merdeka de Malasia en 1983.
En 1985 llegó a Racing que, por ese entonces, se encontraba en la B. Rápidamente se consolidó como el conductor del equipo y fue uno de los artífices en el Ascenso a Primera A de 1985, logrado en la final del octogonal ante Atlanta. Así, curiosamente, recién en 1986, ya a sus 30 años, le tocó debutar en Primera A.
En 1988, bajo la conducción técnica de Alfio Basile, fue campeón con Racing Club de la Supercopa Sudamericana. En esta competencia, marcó quizás su gol más recordado, en la primera final ante el Cruzeiro, en Avellaneda, poniendo el 2-1 sobre la hora para Racing.
También en 1988, participó de la conquista de su equipo de la Supercopa Interamericana, aunque dicho título no fue oficial, ya que el equipo costarricence Herediano solo había ganado un campeonato amistoso auspiciado por la marca de cigarrillos Camel y no un torneo regional oficial organizado por la CONCACAF.
En aquellos años donde Racing también brilló en los torneos 87-88, integró un equipo sólido y contundente, donde se entendió a la perfección con quien fue su socio en la creación de juego: Rubén Paz; y donde también fue un impecable asistidor para el “Toti” Iglesias y Walter Fernández.
En total, jugó en La Academia 154 partidos, en los cuales marcó 35 goles. Se despidió del fútbol profesional en 1990, aún jugando para Racing.
A partir de allí, inició su carrera como técnico, con destacadas desempeño en las inferiores, con las que ganó incluso certámenes internacionales. Asimismo, como ayudante de campo de Rivarola en 2004-2005, estuvo nuevamente ligado de la Primera División de la Institución, incluso como técnico interino en un partido.

## Clubes

### Futbolista
| Club            | País      | Año        |
| --------------- | --------- | ---------- |
| Deportivo Morón | Argentina | 1976-1984  |
| Racing Club     | Argentina | 1985 -1990 |

### Entrenador
| Club        | País      | Año  |
| ----------- | --------- | ---- |
| Racing Club | Argentina | 2003 |

## Palmarés

### Nacionales
| Título    | Club            | País      | Año  |
| --------- | --------------- | --------- | ---- |
| Primera C | Deportivo Morón | Argentina | 1980 |

### Internacionales
| Título                 | Club                   | Sede    | Año  |
| ---------------------- | ---------------------- | ------- | ---- |
| Copa Merdeka           | Selección Nacional "B" | Malasia | 1983 |
| Supercopa Sudamericana | Racing Club            | Brasil  | 1988 |